# رتلیف بون
رتلیف بون (Ratliff Boon)‏ (۱۸ ژانویه ۱۷۸۱–۲۰ نوامبر ۱۸۴۴)، از ۱۲ سپتامبر تا ۵ دسامبر سال ۱۸۲۲ دومین فرماندار ایالت ایندیانا بود که پس از استعفای فرماندار جاناتان جنینگز در پی انتخاب او به کنگره به قدرت رسید. بون که یک سیاست‌مدار سرشناس در ایالت بود در تشکیل حزب دموکرات ایالتی نقش تأثیرگذار داشت و در جریان شش دوره نمایندگی ایالت ایندیانا در مجلس نمایندگان ایالات متحده از سیاست‌های رئیس‌جمهور اندرو جکسون حمایت کرد.

## اوایل زندگی

### پس‌زمینه و تحصیلات
رتلیف بون پسر جیسی و کسیا بون در ۱۸ ژانویه ۱۷۸۱ در شهرستان فرانکلین ایالت کارولینای شمالی متولد شد. بون در جوانی همراه با والدینش به شهرستان وارن در ایالت کنتاکی رفت، در آنجا در یک دبستان دولتی پذیرفته شد و بعداً در دنویل ایالت کنتاکی به عنوان اسلحه‌ساز به شاگردی پذیرفته شد. در سال ۱۸۰۱ با دلایلا اندرسون ازدواج کرد و این زوج جمعاً هفت فرزند داشتند. در سال ۱۸۰۹ به ناحیهٔ بون که امروزه شهرک بون شهرستان واریک در ایالت ایندیانا است، نقل مکان کرد. بونویل مرکز شهرستان بعدها به افتخار وی نام‌گذاری شد. بون در آغاز جنگ سال ۱۸۱۲ با شبه‌نظامیان قلمروی ایندیانا همراه شد و سرانجام به درجهٔ سرهنگی ارتقا یافت.

## سمت دولتی

### قانون‌گذار
شهرستان واریک در سال ۱۸۱۳ تشکیل شد و بون از طرف فرماندار توماس پوزی، در سمت خزانه‌داری شهرستان منصوب شد. در سال ۱۸۱۶ به نخستین مجلس قانون‌گذاری ایالتی انتخاب شد و دو دورهٔ یک‌ساله در این مجلس خدمت کرد. در دوره‌های خدمتش، نخستین دستاورد وی ترویج موفقیت‌آمیز قانون‌گذاری برای تقسیم شهرستان واریک به سه شهرستان جداگانه بود. در ماه دسامبر سال ۱۸۱۸ به مجلس سنای ایالتی انتخاب شد اما پس از پیروزی در انتخابات به عنوان نائب دوم فرماندار، در دسامبر سال ۱۸۱۹ استعفا داد.
کریستوفر هریسون پس از یک رسوایی بدون تعیین جانشین از سمت نائب فرمانداری استعفا داده بود. دو شخص دیگر به مدت کوتاهی برای این سمت با بون به رقابت پرداختند اما بون در انتخابات عمومی با اخذ ۷٬۳۹۷ رأی در برابر ۳٬۸۸۲ رأی نزدیک‌ترین رقبای خود، آن‌ها را شکست داد. قانون‌گذاران در سال ۱۸۲۰ قانونی را به‌منظور کاهش جمعیت گرگ به تصویب رسانیدند. گرگ‌ها در خط سرحدی سبب ایجاد ویرانی می‌شدند. آن‌ها یک جایزهٔ مرغوب برای پُست گرگ پیشنهاد دادند، بون از قانون جدید نهایت سود برد و با کشتن گرگ‌ها بیش از هفتصد دلار به‌دست‌آورد. موفقیت بون موجب لغو سریع قانونی شد که به زودی به کاهندهٔ منابع محدود ایالت تبدیل شده بود.

### فرماندار
بون در سال ۱۸۲۲ در یک تکت با ویلیام هندریکس مجدداً به عنوان نائب فرماندار انتخاب شد. پس از این‌که فرماندار جاناتان جنینگز به منظور کسب کرسی در کنگره استعفا داد، بون جانشین وی شد و در ۱۲ سپتامبر سال ۱۸۲۲ دومین فرماندار ایالت شد و تا زمان تحلیف هندریکس در ۵ دسامبر سال ۱۸۲۲ در این سمت خدمت کرد. یگانه پیامد اقدامات بون در مدت کوتاه فرمانداریش سرشماری منطقهٔ خریداری شده توسط معاهدهٔ ست مری بود و پیشنهادهایی را برای ایجاد شهرستان‌ها در منطقه ارائه نمود. پیشنهادش توسط مجمع عمومی تصویب شد که سبب سازماندهی حکومت‌های شهرستانی و ایجاد سه کرسی در مجمع برای نمایندگی از اشخاص سرشماری، شد. بون به دفتر نائب فرمانداری برگشت و تا ۳۰ ژانویه سال ۱۸۲۴ زمانی‌که پس از برنده شدن در انتخابات مجلس نمایندگان ایالات متحده استعفا داد، در این سمت باقی‌ماند.

### عضو کنگره
بون به‌عنوان طرفدار جکسون در کنگره انتخاب شد و از ۴ مارس ۱۸۲۵ تا ۳ مارس ۱۸۲۷ خدمت کرد. بون در سال ۱۸۲۶ در تلاشش برای انتخاب مجدد ناکام شد و توسط توماس اچ. بلک شکست خورد، توماس اچ. بلک بر اساس یک برنامه انتخاباتی بهبود داخلی که حزب بون مخالف آن بود، کاندیدا شده بود. بون در جریان مدتی خارج از قدرت بود، در تأسیس حزب دموکرات در ایالت ایندیانا نقش اساسی داشت. تا آن‌زمان احزاب سیاسی رسمی در ایالت وجود نداشت و تمامی سیاست‌مداران کما بیش به حزب دموکرات - جمهوری‌خواه وابسته بودند. بون در سال ۱۸۲۸ دوباره نامزد این سمت شد و برنده شد. وی مجدداً از ۴ مارس سال ۱۸۲۹ تا ۳ مارس سال ۱۸۳۹ در کنگره خدمت کرد. همزمان با عضویت در کنگره، از سال ۱۸۳۵ الی سال ۱۸۳۹ رئیس کمیته زمین‌های دولتی بود. در سال ۱۸۳۹ تلاش ناموفقی را برای انتخاب مجدد انجام داد اما توسط الیور اچ. اسمیت شکست خورد.
بون در سالی که در انتخابات شکست خورد، به لوئیزیانا در ایالت میسوری رفت. در میسوری به سرعت به شهرت رسید و به حریف سرسخت توماس اچ. بینتون و جناح طرفدار برده‌داری دولت ایالتی تبدیل شد. در سال ۱۸۴۴ به امید شکست کاندیدا طرفدار برده‌داری، دوباره کاندیدا عضویت کنگره شد اما مریض شد و از رقابت صرف‌نظر کرد. مریضی بون ادامه یافت و اندکی پس از آگاهی از پیروزی حزبش در انتخابات، فوت نمود. وی در ۲۰ نوامبر سال ۱۸۴۴ در میسوری درگذشت. بون در قبرستان ریورویو لوئیزیانا به خاک سپرده شد و بیلی هارت بون، پسرش بعداً بنای یادبود بر بالای قبر او ساخت.